# Храмы Ливен

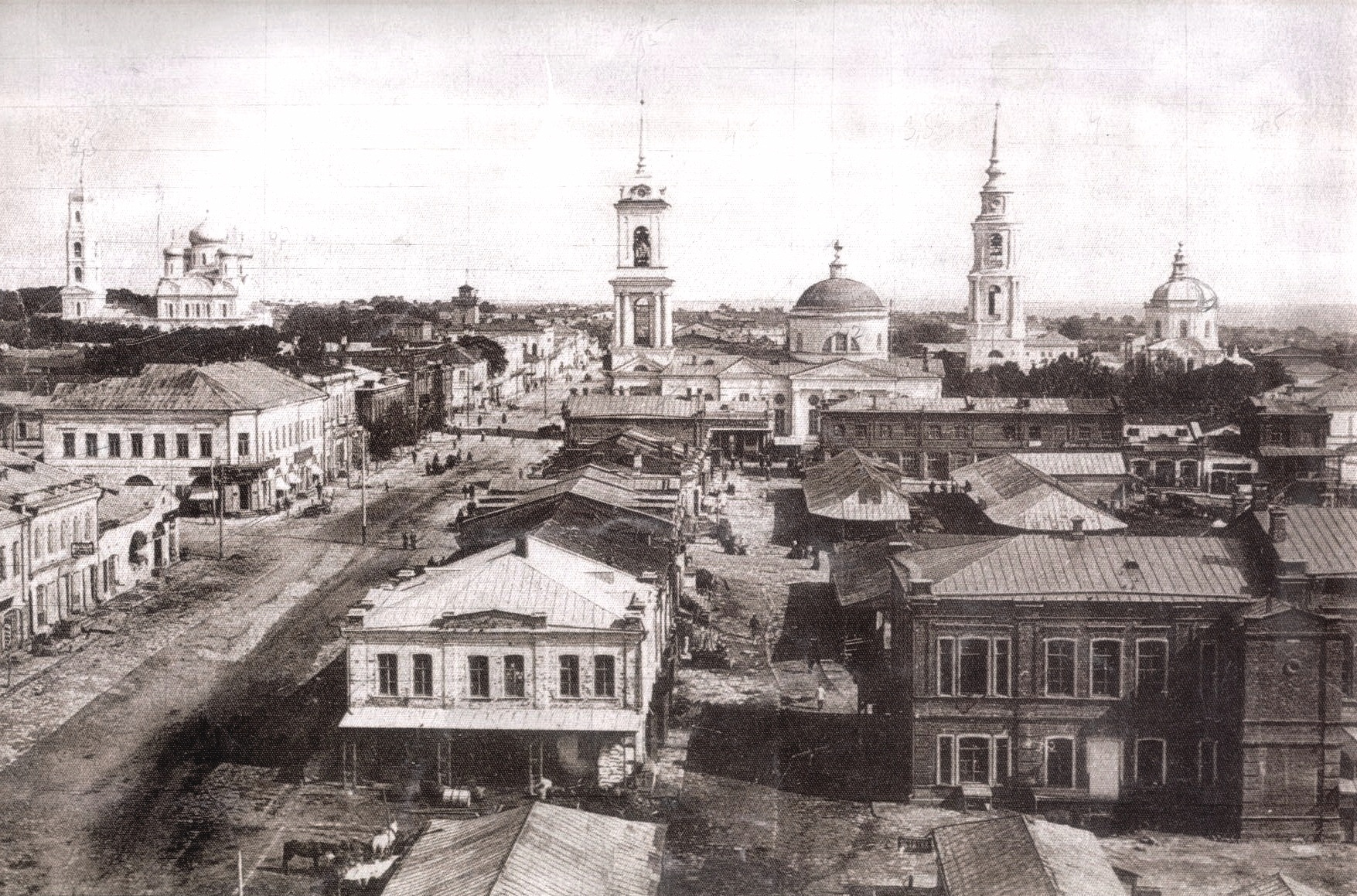
Вид центральной части Ливен. Конец XIX века.

Хра́мы Ли́вен  — культовые сооружения города Ливны, предназначенные для проведения богослужений и религиозных обрядов.

## История
Начало строительства крепостей на Руси, традиционно начиналось в один из православных праздников и совмещалось с закладкой соответствующего празднику Соборного храма. Для ливенской крепости, так называемого, Малого острожка, в 1586 году днём закладки стала Троица, а храмом, соответственно, Соборный Храм Живоначальной троицы, чьё расположение примерно соответствовало центру современного городского парка. В дальнейшем, по мере роста населения, кроме Троицкого собора с пределом Рождества Богородицы, появилась церковь Николая Чудотворца и Воскресения Христова с девичьим монастырём, Пророка Илии с пределом Дмитрия Солунского, Святой Параскевы Пятницы, Вознесенская церковь:81.
Первоначально все городские сооружения, включая церкви, были деревянными и страдали от частых пожаров. Первым каменным храмом стала построенная в 1664 году Сергиевская церковь мужского монастыря. А массовое использование камня для строительства началось лишь после очередного «великого пожара», случившегося в 1774 году:82.
С началом XX века, после Октябрьской социалистической революции, по решению властей ливенские храмы стали закрываться и постепенно разбираться на строительные материалы. Последний из закрытых, Сергиевская церковь, прекратил работу в 1938 году. Он стал единственным, восстановленным при Советской власти. Это произошло в 1948 году.
С конца XX века, по завершении Перестройки, в Ливнах вновь начали возводить храмы. На этот раз, не только православные, но и евангельских христиан-баптистов и христиан-адвентистов седьмого дня. Возникла, также, определённая потребность и в мусульманском культовом сооружении.

## Православные храмы

### Свято-Сергиевский кафедральный собор

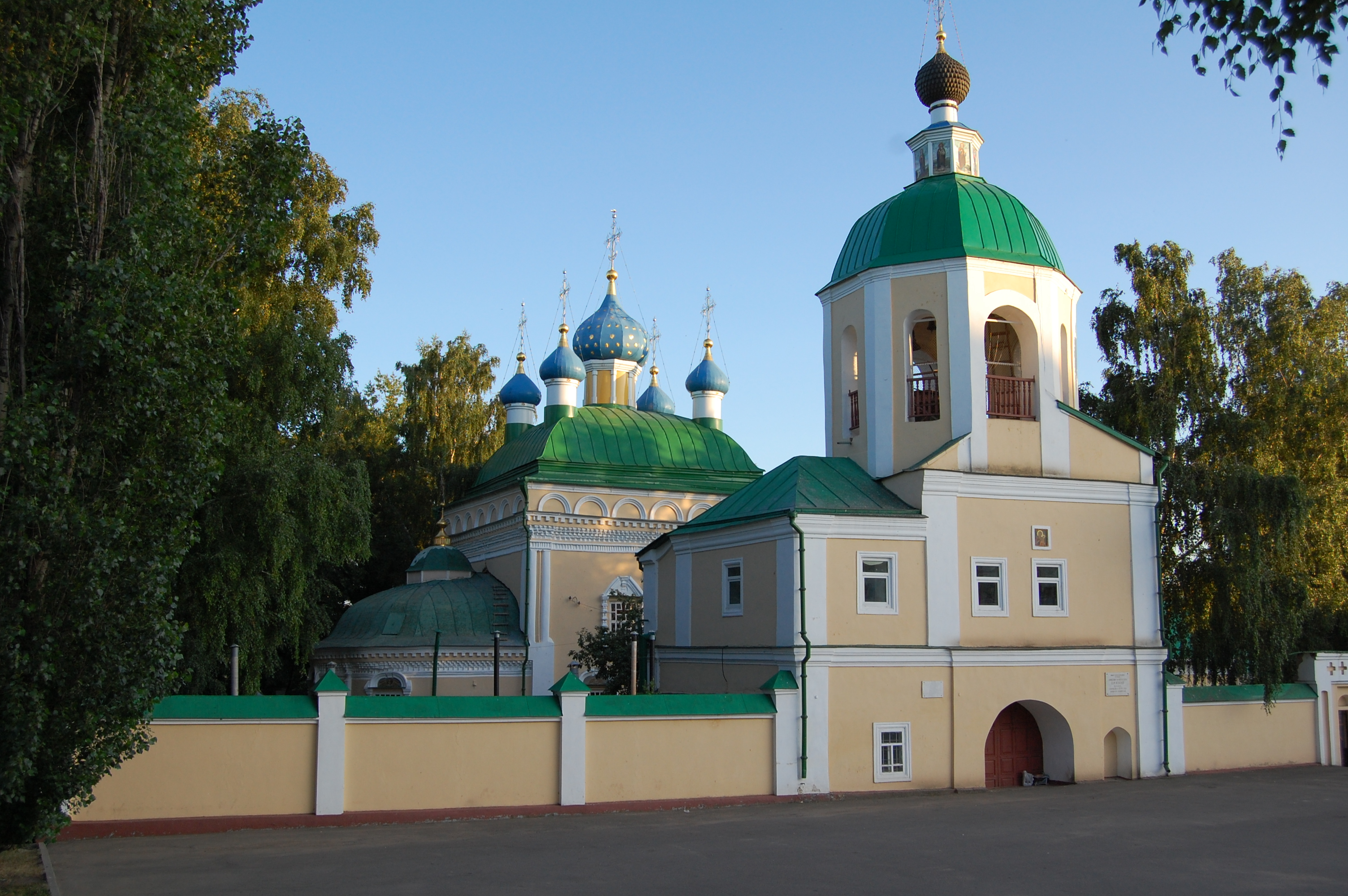
Свято-Сергиевский кафедральный собор, 2009 г.

#### История Сергиевского собора
Первые документальные сведения о нём относятся к 1592 году, когда царь Фёдор Иоаннович пожаловал монастырю «реку Тим со всеми угодьями»:96. В 1647 году монастырь полностью выгорел, и было начато строительство ныне существующей каменной Сергиевской церкви, закончившееся в 1664 году. Монастырь же был упразднён в 1764 году по указу Екатерины II:95.
В 1938 году решением Советской власти храм закрыли, но здание продолжало существовать. Ему был причинён значительный урон лишь в годы Отечественной войны. Фактически остались лишь стены и своды:103. Постановлением Совета Министров РСФСР от 22 мая 1948 года храм был взят под охрану государства и начаты реставрационные работы продолжавшиеся до 1951 года. С того же, 1948 года, в храме возобновилось богослужение.

#### Описание Сергиевского собора
В Ливнах Свято-Сергиевский кафедральный собор является самым старым из сохранившихся. Расположен у высокого берега реки Сосны на бывшей территории Сергиевского монастыря. В настоящий момент на территории собора расположены два храма и колокольня. Центральный храм имеет два престола, которые освящены в честь Успения Пресвятой Богородицы и преподобного Сергия Радонежского. Второй храм посвящён преподобному Серафиму Саровскому.
В колокольне размещается надвратный храм в честь Тихвинской иконы Божией Матери. Кроме того, недалеко от храма, на склоне берега, находится источник в честь преподобного Сергия Радонежского и купель.

#### Деятельность Сергиевского собора
От храма открыты две часовни. Это Вознесенская, на железнодорожном вокзале рядом с городским рынком. В ней регулярно совершается литургия и читается акафист покровителю торговли великомученику Иоанну Сочавскому. Существует, также, Воскресенская часовня на новом городском заливенском кладбище, используемая преимущественно для отпевания.
При храме действует детская воскресная школа. Она была создана в 1993 году по благословению архиепископа Орловского и Ливенского Паисия под руководством протоиерея Мефодия Дужик. Количество обучающихся составляет около 100 человек. Многие дети специально занимаются церковным пением и поют на клиросе. Воспитанники воскресной школы совершают паломнические поездки. Первоначально, занятия проходили в помещениях Свято-Сергиевского собора. В настоящее время они переместились Тихвинскую церковь собора, где оборудован специальный класс.
При храме тиражом 999 экземпляров выпускается ежемесячная газета «Свет Веры». Она распространяется бесплатно и имеет интернет-версию. Издание рассказывает об основных событиях в православном мире, епархии и соборе. Имеется детская рубрика.

### Георгиевский храм

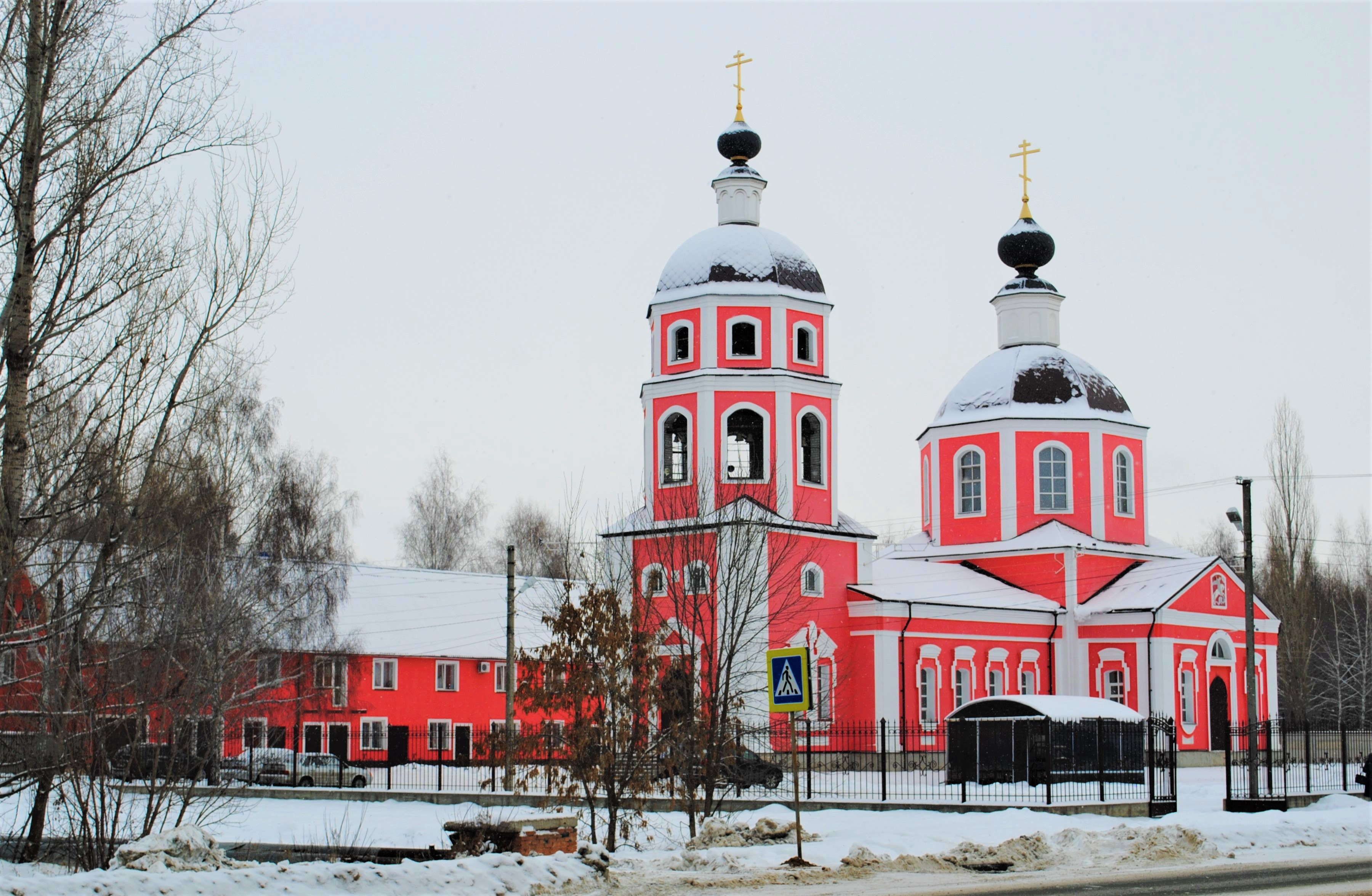
Храм во имя святого великомученика и Победоносца Георгия, 20.12.2018 г.

#### Общие сведения о Георгиевском храме
Полное официальное название — Храм во имя святого великомученика и Победоносца Георгия.

#### История Георгиевского храма
Решение о строительстве церкви в честь Георгия Победоносца было принято 23 июня 1997 года на собрании православных верующих ливенского микрорайона рабочего поселка. Оно было поддержано городской администрацией, которая выделила место в сквере по Октябрьской улице. Под руководством настоятеля — священника Сергия, был заложен фундамент и выведен нулевой уровень. Дальнейшее строительство было поручено протоиерею Александру Прищепе.
Первое Всенощное бдение состоялось в 2004 году, вечером 5 мая, а 6 мая утром, в день памяти великомученика Георгия Победоносца, прошла первая праздничная Божественная литургия. С этого момента богослужения совершаются ежедневно.
24 апреля 2013 года Архиепископ Орловский и Ливенский Антоний освятил купол и крест колокольни храма.
18 сентября 2014 года Георгиевский храм преобразован в архиерейское подворье Орловской епархии в городе Ливны в статусе канонического подразделения.

#### Деятельность Георгиевского храма

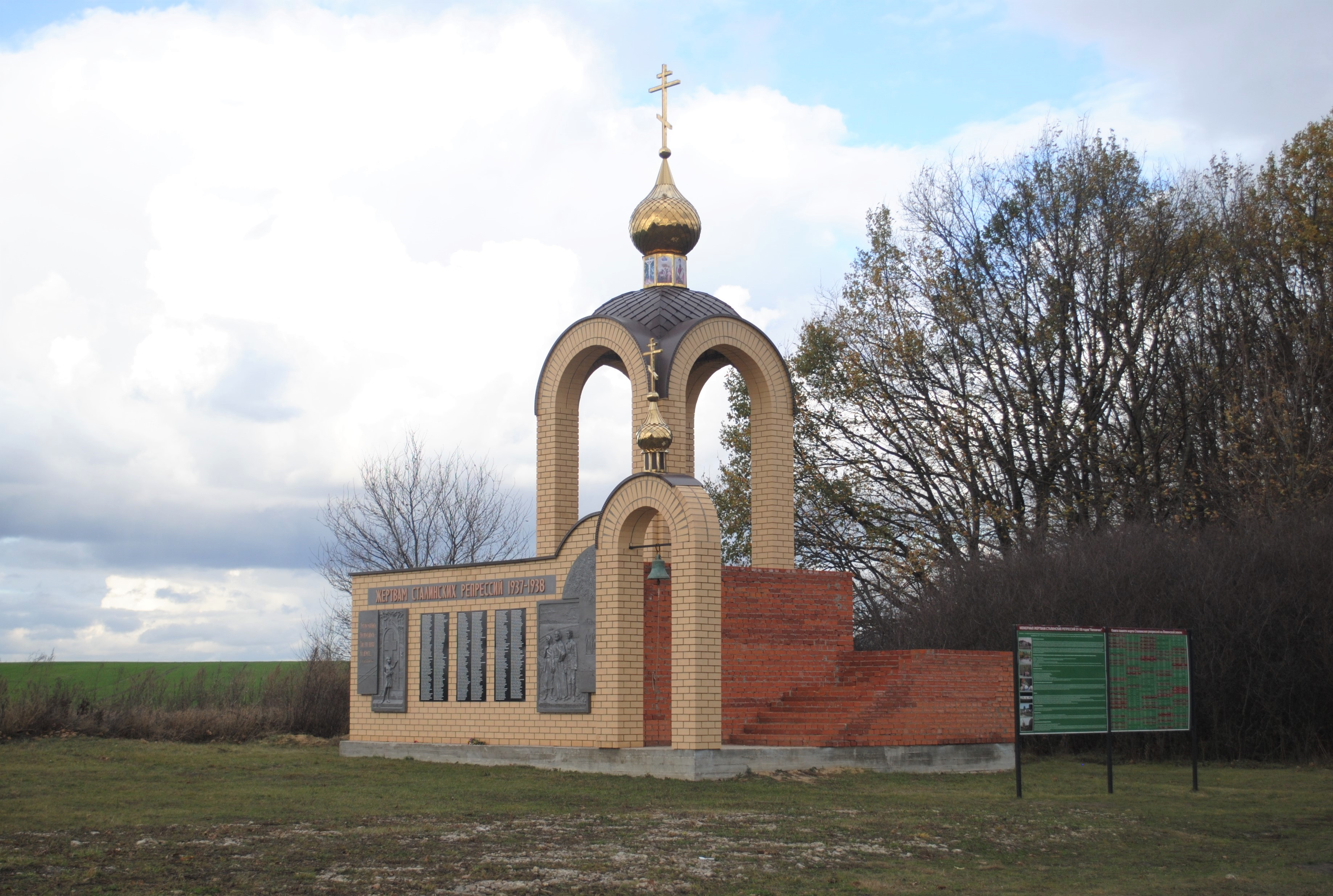
Часовня Новомучеников и Исповедников Российских, 29.10.19

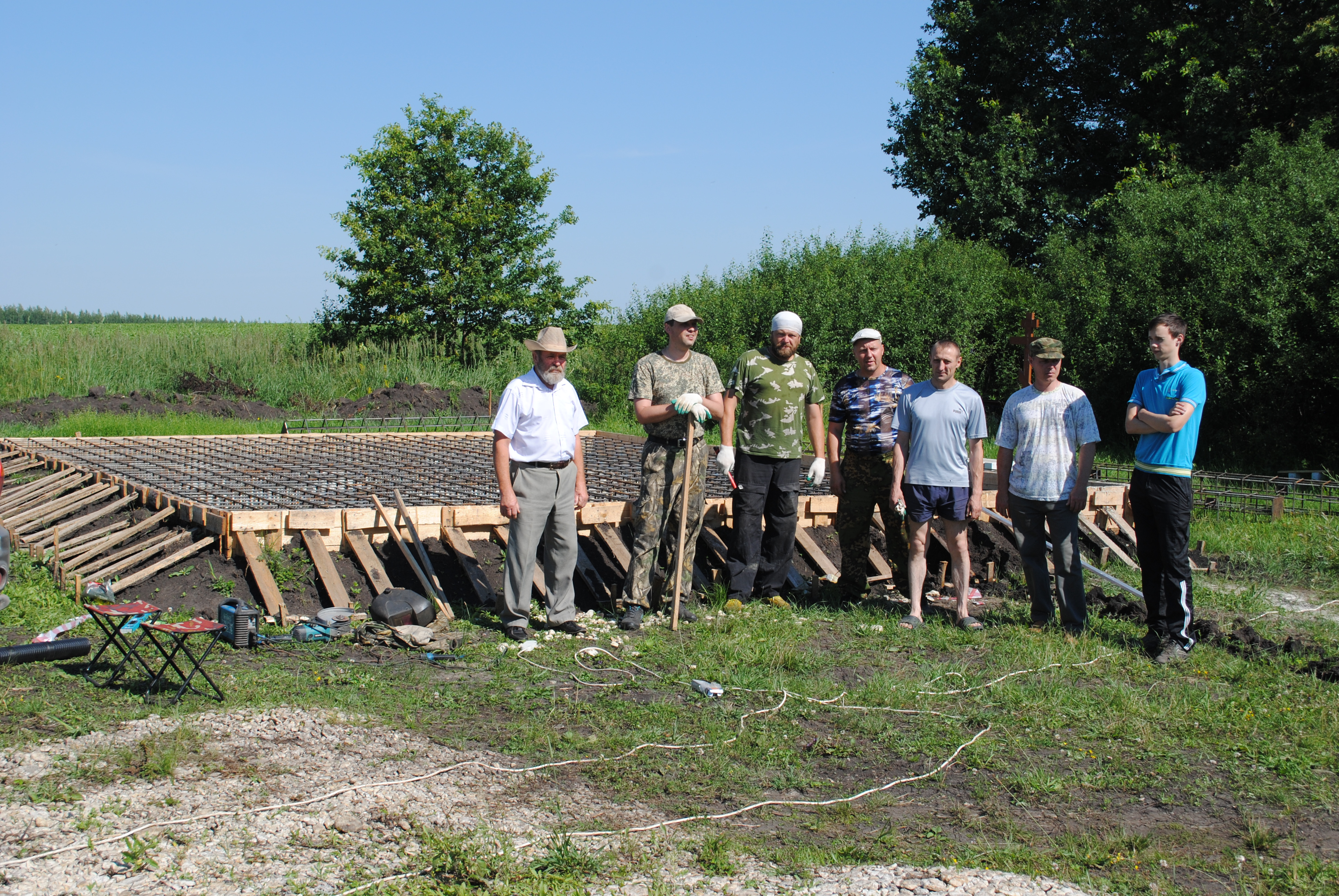
Ливенские казаки на строительстве часовни Новомучеников и Исповедников Российских. 2.07.2016 г.
(первый слева — Олег Якубсон, третий слева — ливенский казачий атаман Андрей Басенков)

С 1 октября 2005 г. при Георгиевском храме действует Воскресная школа для детей и взрослых. Также существует молодёжная организация «Камо грядеши». С 1 сентября 2005 г., по благословению правящего архиерей, печатается приходская газета «Георгиевский благовестник». Кроме того, храм является постоянным участником православных выставок в Москве и Санкт-Петербурге.
За годы существования храма его клирики и миряне создали традицию проведения в последнее воскресение октября ежегодного крестного хода к мемориалу Липовчик в память жертв политических репрессий. Там же, 29 мая 2016 года силами ливенских казаков состоялась закладка небольшой часовни Новомучеников и Исповедников Российских. На её стенах будет помещён полный список уничтоженных в Липочике жителей. 29 октября 2017 года, накануне дня памяти жертв политических репрессий, состоялся традиционный Крестный ход к мемориалу жертвам большевистских репрессий. В этот день был освящён крест и купол на строящейся часовне, а первое богослужение запланировано на 30 октября 2018 года.
Также, храмом организуется крестный ход в день памяти Иоанна воина.

### Храм святого Великомученика Димитрия Солунского

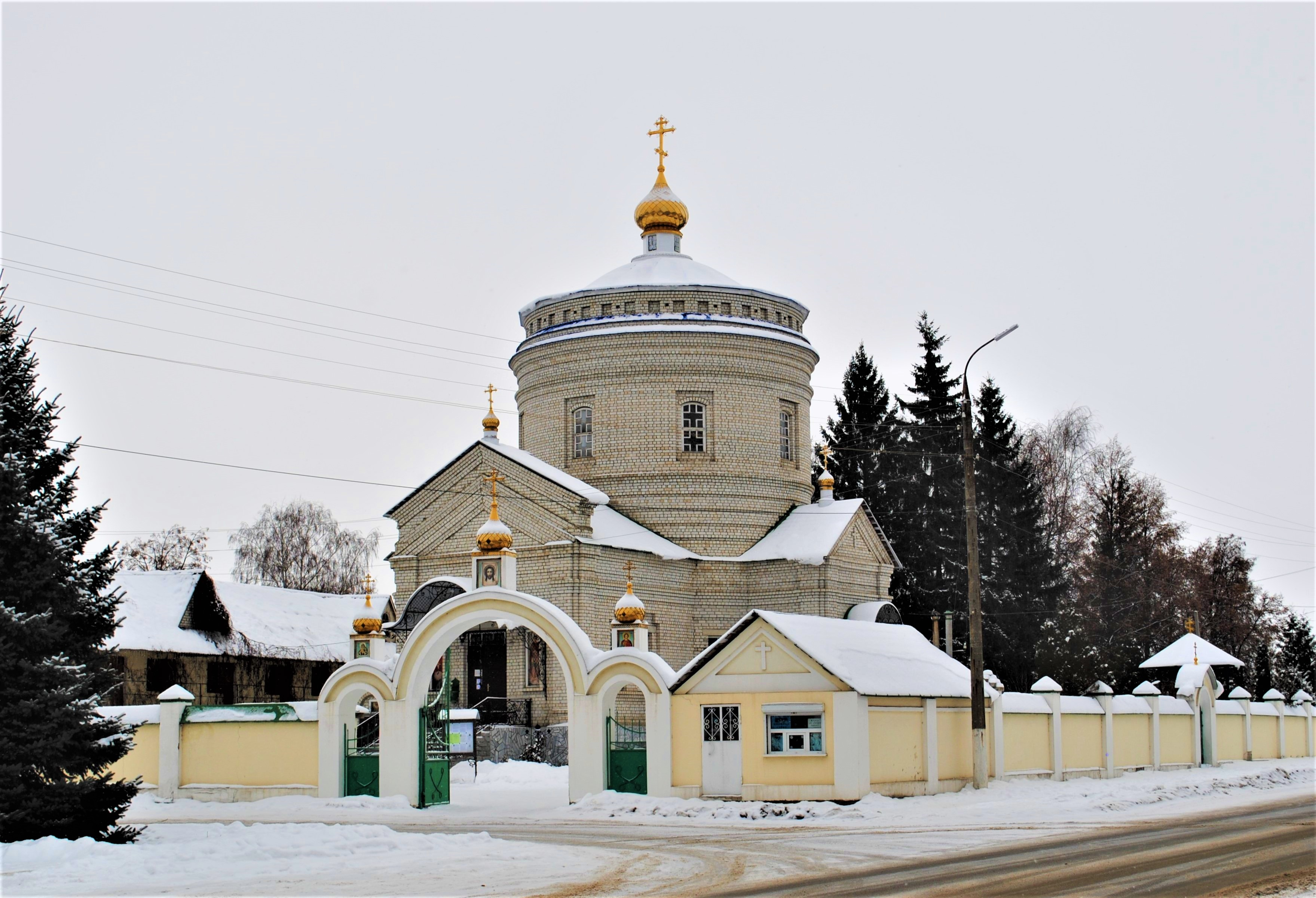
Храм святого Великомученика Димитрия Солунского, 20.12.2018 г.

Одним из наиболее ранних упоминаний ливеского храма Димитрия Солунского является запись в Приправочной книге за 1615 год: «В Беломестной Казачьей слободе, что за рекою Сосною против города Ливны, церковь св. Великомученика Дмитрия Солунского, деревянная клетцки». Позже, в Переписной книге 1678 года есть сведения о том, что Дмитриевская церковь уцелела во время разорения города гетманом Сагайдачным в 1618 г., но «ветха стала и запустела».
Строительство первого каменного здания было начато в 1841 году и длилось в течение трёх лет, завершившись, в 1848 году, возведением храма, шатровой колокольни в три яруса и здания церковно-приходской школы.
После Октябрьской революции храм закрылся и постепенно пришёл в запустение. В 1960 году был разрушен, оказавшись последним из исчезнувших тогда. Однако с 1999 года по 2004 год местные жители во главе с сегодняшним настоятелем храма отцом Анатолием Басом вновь построили церковь. В 2004 году храм был освящён и с тех пор является действующим.

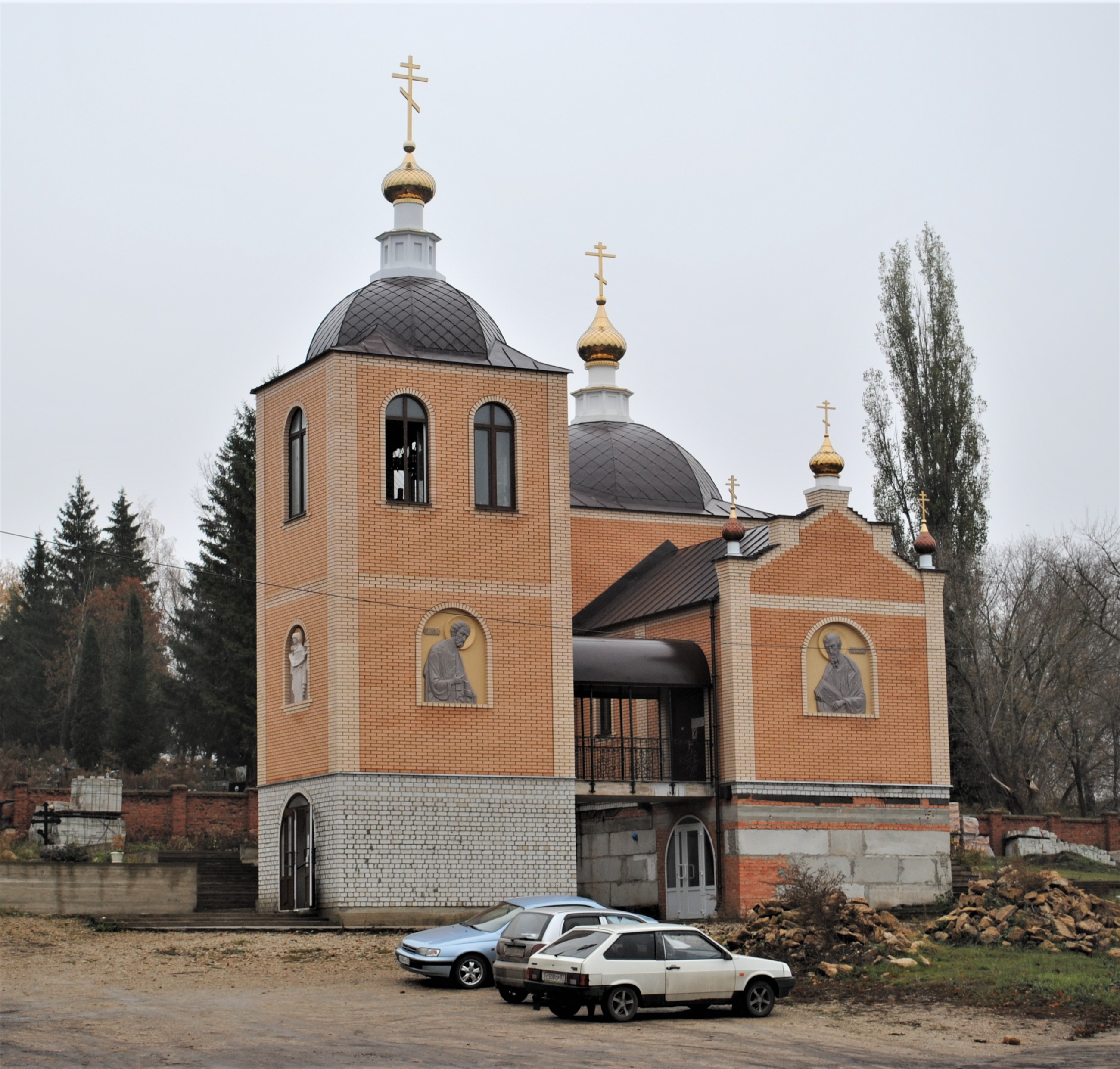
Храм святых первоверховных апостолов Петра и Павла, 2017 г.

### Храм святых первоверховных апостолов Петра и Павла
Храм святых апостолов Петра и Павла является самым молодым из ливенских православных храмов. Его строительство началось в 2009 году. Храм представляет собой крестообразную постройку с куполом над средокрестием. В цокольном этаже располагается придел во имя Всех святых.
12 июля 2014 г., в престольный праздник, архиепископ Орловский и Ливенский Антоний совершил чин великого освящения храма. Однако, строительство продолжилось и далее. Например, в 2016 году были созданы и установлены барельефы Петра и Павла работы ливенского скульптора Константина Сараева.

### Храмы ныне не существующие
За долгую историю Ливен храмы и возникали и, по разным причинам, исчезали. Данные о самых первых из них находятся в разрядных приказах и писцовых книгах Белогородского и Московского столов, хранящихся в Российском государственном архиве древних актов:81.
По некоторым сведениям в период с XVI по начало XX веков всего, без учёта иногда имевших место территориальных перемещений, в городе существовало 24 церкви и часовни. Из них в своём историческом виде до наших дней дошёл только Сергиевский храм.
Исторически, в пределах Малого острожка когда-то существовали: Троицкий собор, церковь Рождества Пречистой Богородицы, Святой Параскевы Пятницы, Святого Николая Чудотворца, Воскресения Господа Иисуса Христа, Святого Пророка Илии, Дмитрия Солунского, Вознесенская церковь. В пределах Большого острога действовали: Сергиевская церковь, Благовещения Пресвятой Богородицы, Святого Великомученника Георгия, Святого Афанасия, Святого Василия, Святых Фрола и Лавра, Покровская церковь, Архангельская, Успенская, Мученика Христова Никиты, Архангела Михаила, Новая Георгиевская, Ново-Никольская, часовня Александровская, церковь реального училища, тюремная церковь:105.

#### Троицкий собор
Заложен в 1586 году. В приправочной книге за 1615 год о нём говорится, что представляет собой ветхие деревянные клетцки:82. После пожара 1774 года было поставлено новое каменное здание, просуществовавшее до 1809 года. Затем его также разобрали и воздвигли уже на новом месте. Сейчас это соответствует пересечению улиц Свердлова и Ленина. Длина собора с колокольней составляла 20 сажень (43,2 м), максимальная ширина 11 сажень (23,76 м). Трёхъярусная колокольня имела высоту 14 сажень (30,24 м):83.
Здание собора пережило и Октябрьскую социалистическую революцию, и Великую Отечественную войну. Последние годы использовалось в качестве крытого рынка. После строительства ныне существующего рынка у вокзала, было разобрано на кирпич и щебень, а освободившееся место занял жилой дом.

#### Церковь Рождества Пречистой Богородицы
Первоначально располагалась с северной стороны Сергиевского храма и была деревянной. В 1829 году её, как приходскую, упразднили, передав в ведение Духовного училища. При строительстве нового здания последнего в 1902 году, было построено и новое здание церкви, которое вместе с алтарной частью сохранилось до наших дней. Сейчас здесь размещается столовая лицея имени С. Н. Булгакова.

#### Церковь Святого Пророка Илии
Первоначально, была построена в 1615 году в виде деревянной клетцки. Располагалась на мысу у слияния рек Ливенки и Сосны. С 1841 по 1848 годы было воздвигнуто её новое каменное здание с трёхъярусной колокольней и церковно-приходской школой:84.

#### Церковь Воскресения Господа Иисуса Христа
В приправочной книге за 1615 год говорится, что деревянная Воскресенская церковь располагалась в северо-западной части Малого острожка. В 1767 году было построено её каменное здание, простоявшее 90 лет. В 1818 году в церкви был крещён известный русский актёр — Пров Садовский, что засвидетельствовано печатью в его документах. В 1855 году здание частично разобрано, а оставшаяся трапезная с колокольней продолжали стоять до начала XX века:84-85.

#### Ново-Никольская церковь

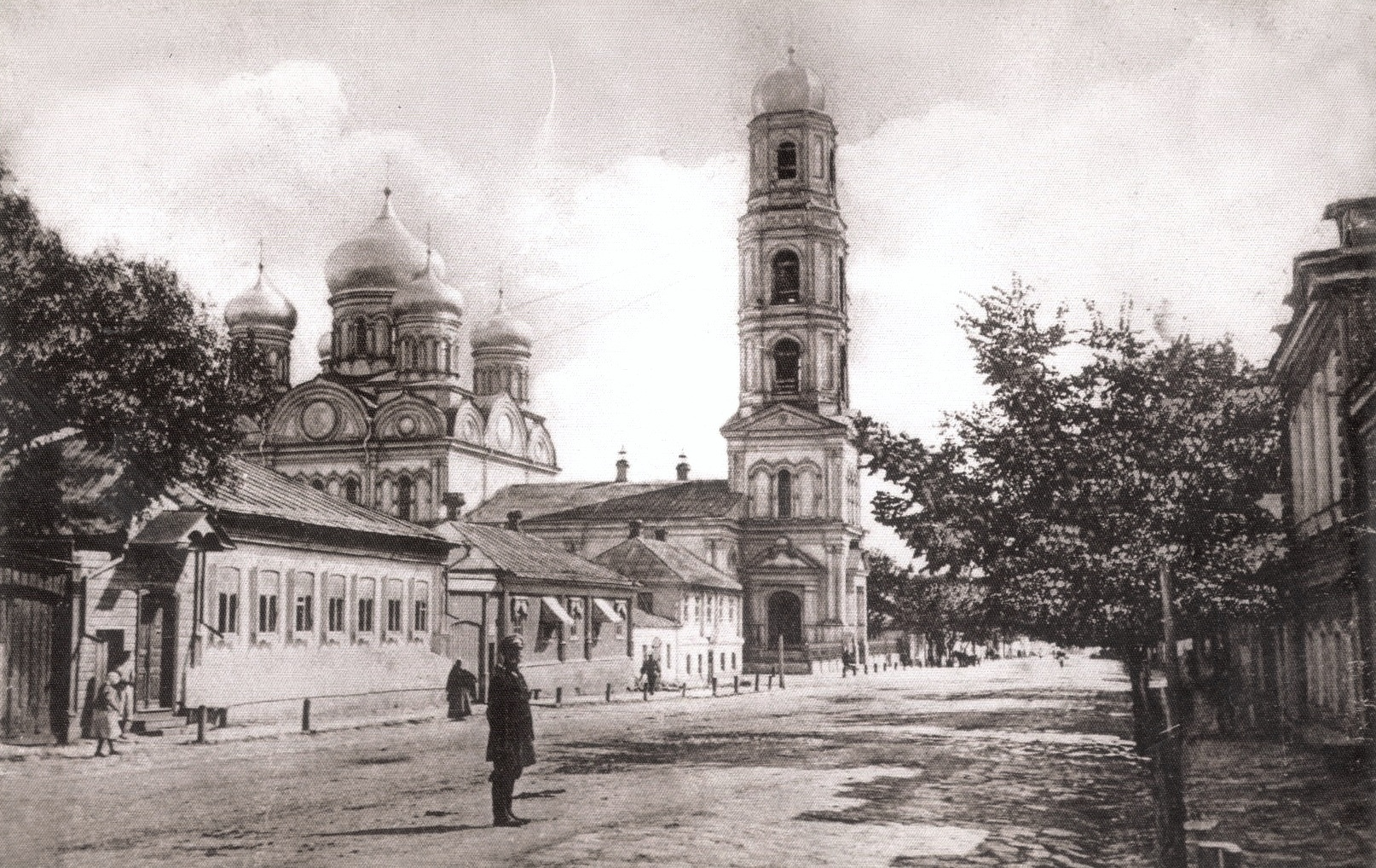
Ново-Никольская церковь.
Конец XIX века.

Ново-Никольская церковь, в просторечии, Новая Никола, располагалась на пересечении современных улиц Дзержинского и Горького. Возводилась на пожертвования купцов, причём основную часть внёс М. Ф. Адамов, владелец одноимённой мельницы. Храм включал две части — холодную и тёплую. Имел пять глав, центральная из которых, традиционно символизировала Иисуса Христа, а остальные, четырёх евангелистов. Пяти ярусная колокольня имела высоту 20 саженей (42,6 м). Торжества по поводу освящения храма длились с 4 по 6 июля 1876 года и были почтены присутствием орловского губернатора К. Н. Боборыкина. Здание окончательно разрушено в 50-х годах XX века:85.

#### Вознесенская церковь
Вознесенская церковь первоначально располагалась в восточной части Малого острожка. С XVII века перенесена на городское кладбище, которое в то время находилось рядом с нынешним ливенским железнодорожным вокзалом. В 1846 году построено каменное здание с трёхъярусной колокольней. Была бесприходной и потому бедной. В церкви 47 лет служил протоиерей Николай Булгаков, отец философа Сергея Булгакова. Последний, сравнивая Вознесенскую церковь с Сергиевской, писал: «Здесь было меньше эстетики, пение (… дьячка, трогательного в своей благочестивой наивности) нас не пленяло. Церковь была мужицкая, серая.».
В пятидесятые годы XX века на месте кладбища построен насосный завод и здание церкви некоторое время служило одним из его цехов, но потом было разобрано. В настоящее время у проходной этого завода построена Вознесенская часовня, относящаяся к Сергиевскому собору:87.

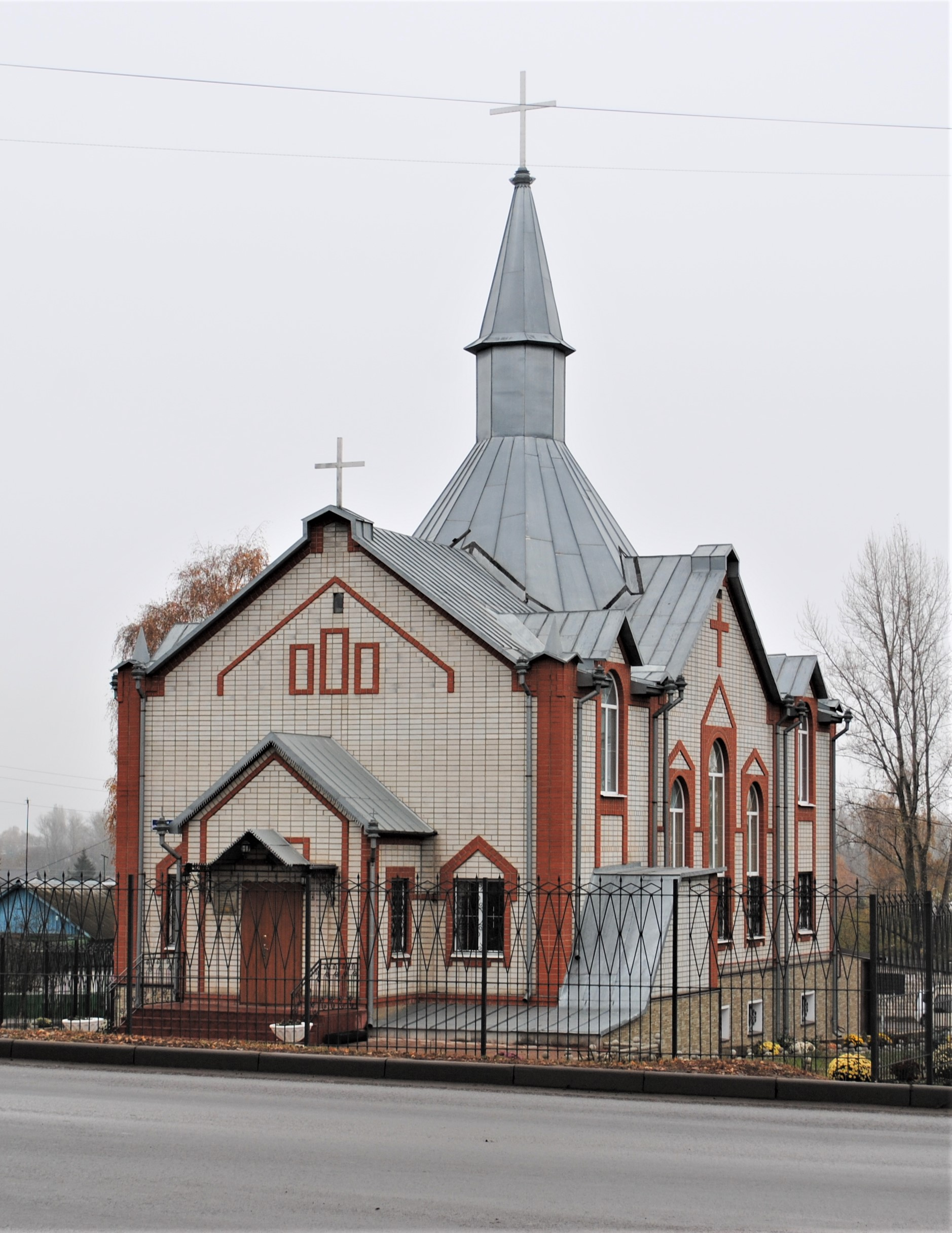
Церковь ЕХБ «Голгофа», 2017 г.

## Храмы евангельских христиан-баптистов

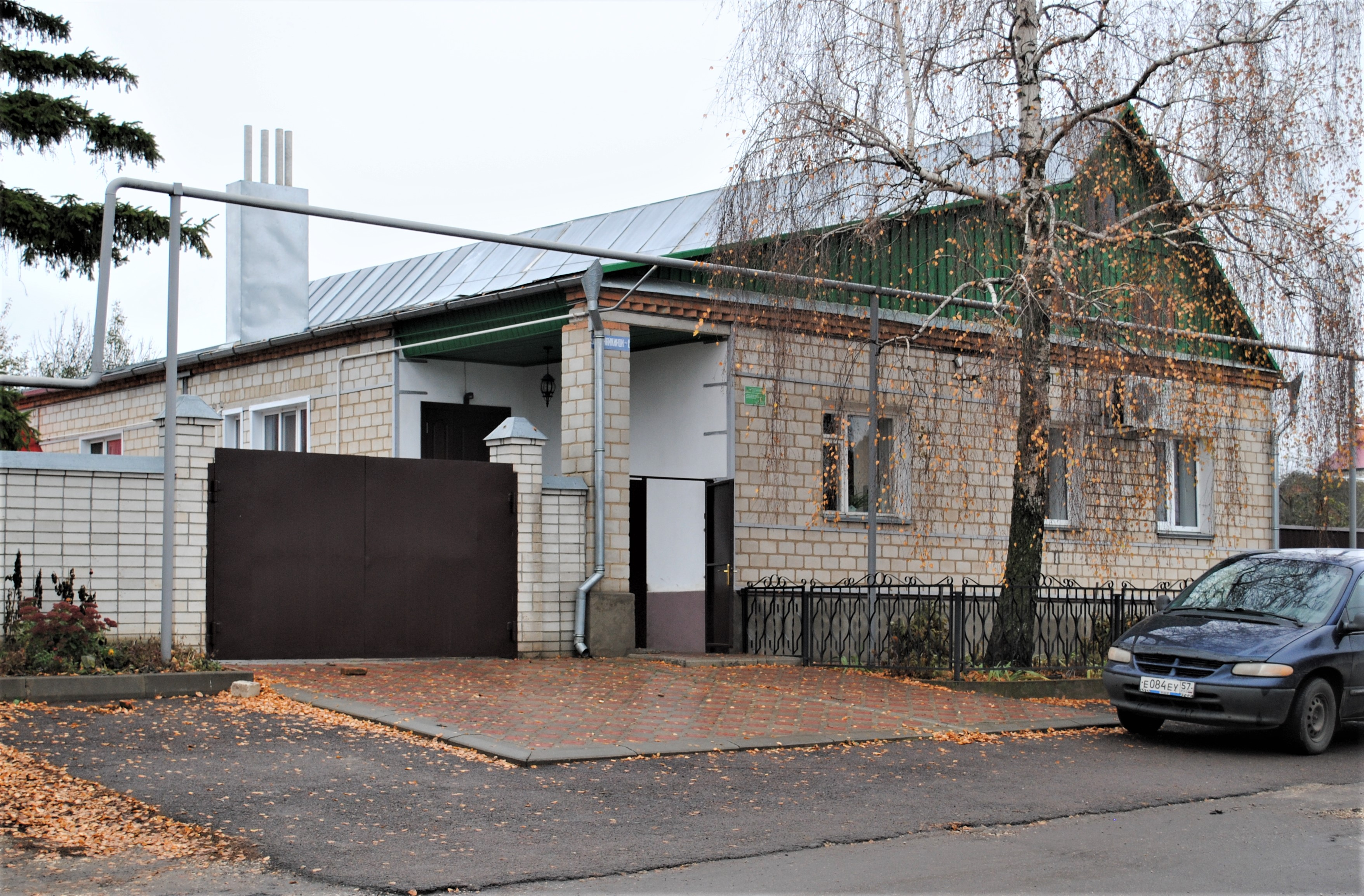
Церковь ЕХБ «Христа Спасителя», 2017 г.

В городе существуют два баптистских храма Российского Союза Евангельских Христиан-Баптистов, в которых проводятся воскресные богослужения. Миряне одного из них были зарегистрированы 13 января 2000 года в качестве религиозной организации — церковь «Голгофа». Другая церковь — «Христа Спасителя», зарегистрирована 9 ноября 2004 года.

Церковь христиан адвентистов седьмого дня, 2017 г.

## Церковь христиан адвентистов седьмого дня
В Ливнах существует Церковь христиан адвентистов седьмого дня, где организуются воскресные службы. Она расположена по адресу улица Дружбы Народов дом 124.